# Font de l'Avellaner (Granera)

La Font de l'Avellaner, respecte del terme de Granera

La Font de l'Avellaner és una font del terme municipal de Granera, a la comarca del Moianès.
Està situada a 657 metres d'altitud, a la vall de la riera del Marcet, a la dreta de la riera, en el sector oriental del terme. És a prop i al nord-oest del Forat Negre i a llevant de la Plana del Mas.